# غضب ضد الحجاب
غضبٌ ضدّ الحجاب: الحياة الشجاعة والموت تحتَ رحمة المشنقة الإسلامية هو كتاب للناشطة الإيرانية بروين درابي تنتقدُ فيهِ الإسلام. يحكي الكتاب قصّة شقيق بروين السيّدة هوما درابي والتي أقدمت على الانتحار حرقًا في 21 فبراير/شباط 1994 في ساحة في طهران بإيران احتجاجا على ما كانت قد وصفتهُ بالعبودية التي تفرضها الحكومة على النساء في إيران. يروي الكتاب التفاصيل الصغيرة والكبيرة التي دفعت هوما للانتحار كما يتناولُ حقوق المرأة في إيران خلال النظام الملكي ومَا بعد الثورة الإسلامية.